# Alboga (zuidelijk deel)
Alboga (zuidelijk deel) (Zweeds: Alboga (södra delen)) is een småort in de gemeente Söderköping in het landschap Östergötland en de provincie Östergötlands län in Zweden. Het småort heeft 80 inwoners (2005) en een oppervlakte van 6 hectare. Het småort bestaat uit het zuidelijke deel van de plaats Alboga. De stad Söderköping ligt ongeveer 500 meter ten noorden van het zuidelijke deel van Alboga. Het noordelijke deel van Alboga is aan Söderköping vastgegroeid en is dus geen apart småort. Het småort wordt omringd door zowel landbouwgrond als bos.